# Burg Kempenich
Die Burg Kempenich ist eine Höhenburg in der Gemeinde Kempenich in der Eifel. 

## Geschichte
Die Burg wurde um das Jahr 1200 erstmals erwähnt, es wird allerdings vermutet, dass sie bereits im Jahr 1147 existierte. Sie gehörte bis 1424 den Herren von Kempenich. Burg und zugehörige Herrschaft Kempenich waren seit dem 13. Jahrhundert Lehen von Kurtrier. 1330 kam es zwischen zwei Angehörigen von Kempenich zur Fehde um die Burg. 1424 führte das Aussterben der Familie von Kempenich zu weiteren bewaffneten Auseinandersetzungen um das Erbe. Peter von Schöneck war mit der Erbtochter verheiratet und beanspruchte Burg und Herrschaft als Erbe gegen Kurtrier. 
Nach verschiedenen Verpfändungen gelangte Kempenich 1581 in den Pfandbesitz des Anton von Eltz, eines Neffen des trierischen Erzbischofs Johann Jakob von Eltz. Als mit Hans Jacob, dem Sohn Antons, die älteste Linie derer zu Eltz vom goldenen Löwen ausstarb, kam Kempenich an Johann Jakob Schenk von Schmittburg. Seine Tochter, Maria Antoinetta Juliana, brachte die Pfandschaft zu Kempenich 1663 ihrem Gatten, Hans Jacob zu Eltz zu, der die bis heute auf der Burg Eltz ansässige Linie zu Eltz-Kempenich begründete. Im Jahr 1689 wurde die Burg von französischen Truppen Ludwigs XIV. belagert und stark beschädigt, anschließend teilweise wieder aufgebaut. 
Aus der Linie Eltz-Kempenich stammte auch Philipp Karl von Eltz-Kempenich, der in Kempenich geboren wurde und 1743 als Kurfürst und Erzbischof von Mainz verstarb. Sein Bruder, Karl Anton Ernst, wurde 1734 mit seinen Brüdern in den Reichsgrafenstand erhoben. Im Jahre 1769 wurden zwei neue Flügel auf Burg Kempenich für 1.016 Reichstaler erbaut. Die Trierer Hofkammer kündigte im Jahre 1776 die Pfandschaft. Kempenich wurde Mittelpunkt eines kurtrierischen Amtes, das von Mayen aus verwaltet wurde. Im Jahr 1822 wurde der Rest des alten Burggebäudes zu einem Forsthaus. Dieses und das umliegende Gelände befinden sich heute in Privatbesitz.